# بزرگ امیرابراهیمی
بزرگ امیرابراهیمی از سیاستمداران ایرانی بود، که در دوره هجدهم به عنوان نماینده تبریز و در دوره  نوزدهم عنوان نماینده مهاباد در مجلس شورای ملی حضور داشت.